# Kalyjbek Tagajew
 Kalyjbek Tagajew  (kirgisisch Калыйбек Тагаев, * 14. April 1940 im Oblus Naryn) ist ein kirgisischer Komponist und Sänger. Im Jahr 1997 erhielt er den Ehrentitel „Volkskünstler Kirgisistans“.